# أسيتات الليثيوم
خلات الليثيوم  (أو أسيتات الليثيوم) مركب كيميائي له الصيغة CH3COOLi، وهو ملح الليثيوم لحمض الخليك، ويكون على شكل بلورات بيضاء.

## الخواص
ينحل خلات الليثيوم في الماء بشكل جيد، وتكون بلوراته على شكل ثنائي هيدرات CH3COOLi · 2 H2O، تكون بنية هذه البلورات من معينة قائمة، وتكون ثوابت الشبكة البلورية كالتالي: a=6.86 و b=11.49 و c=6.59 أنغستروم.

## التحضير
يحضر مركب خلات الليثيوم من تفاعل حمض الخليك مع هيدروكسيد أو كربونات الليثيوم:
LiOH + CH3COOH → CH3COOLi + H2O
Li2CO3 + 2CH3COOH → 2CH3COOLi + H2O + CO2

## الاستخدامات
- تستخدم محاليل خلات الليثيوم المائية كمحلول منظم في الرحلان الكهربي الهلامي DNA و RNA وذلك عند إجراء عملية تحويل Transformation لخلايا الخميرة بطريقة خلات الليثيوم.[5] يمتاز خلات الليثيوم في هذه العملية بانخفاض الناقلية الكهربائية له، ويمكن إجراء قياسات بسرعة أكبر من الهلام الحاوي على محلول تي إيه أي المنظم TAE buffer.
- يستخدم مركب خلات الليثيوم كمهدئ للاضطرابات العصبية.